# パペット・マスター5 最終戦争
『パペット・マスター5 最終戦争』（Puppet Master 5: The Final Chapter）は、1994年のアメリカ合衆国のホラー映画。『パペット・マスター4 最強の敵』の続編。

## あらすじ
前回の危機も束の間、魔王スーテックが自ら専用パペット・トーテムを送り込み、リック達に挑んできた。デカピトロン率いるパペット達が最強トーテムを迎え撃つ。トゥーロンとスーテックの因縁の対決に終止符が打たれるのだろうか。

## キャスト
- アンドレ・トゥーロン　ガイ・ロルフ
- リチャード "リック"マイヤーズ　ゴードン・カリー
- スージー　チャンドラ・ウェスト
- ジェニングス　イアン・オギルビー
- ローレン　テレサ・ヒル
- トム・ヘンディ　ニコラス・ゲスト
- ジェイソン　ウィラード・E・ピュー
- 弁護士　ダイアン・マクベイン
- スコット　デュアン・ウィテカー
- 男＃2　カズ・ガラス
- 男＃1　クルー・ギャラガー
- 看護師　ハリ・ジェームス
- 探偵　ロン・オニール
- 警官　チャック・ウィリアムズ
- キャメロン　アッシュ・アダムス
- Sutekh　ジェイク・マッキノン（クレジットなし）

## 今作より登場のパペット達
ダークトーテム
スーテック自身が使用している強化版。デカピトロンの電撃を浴びても無傷で済ませ、あらゆるパペット達を凌駕する強さを持つ作中最強のパペット。獰猛な力技だけではなく、レーザーまで放てる強敵。
シリーズ中で本作にしか登場しないパペットである。

## 備考
当初、本作は完結編として製作され、全5作でシリーズを終了させていたが、ファンの復帰を希望する声や好評により、4年後にシリーズを継続する事になった。

## DVDリリース
本作と2～4作目のソフトは、後に廃止する事になるFull MoonFeaturesでボックスセットのDVDが発売され廃盤になった。しかし、2007年にフルムーンは全5作品の映画の権利を再取得し、その後、セットは再リリースされました。最近では、フランチャイズの6作目の映画が、Echo Bridge Entertainmentからリリースされた低価格のMidnight Horror Collection releasedの一部として利用可能になりました。ボックスセットのソフトは1枚の両面DVDにパート1、2、3が収録、および別売りの両面ディスクにパート4、5、6が収録。ちなみに日本では現在までVHSの発売のみで止まっている。

## タイムラインの問題
アンドレ・トゥーロンの命日は1943年もしくは1945年の3月15日であるはずだが、この映画では、リック・マイヤーズがアンドレ・トゥーロンは1945年4月にて第二次世界大戦が終わった直後に死亡したとジェニングス達に言う場面がある。トゥーロンの死が日と月が同じままである場合、1946年3月15日にアンドレ・トゥーロンが自殺したということになり、第二次世界大戦が終わった直後ではないのである。しかし、これが唯一の矛盾であるため、リック・マイヤーズが誤って話しただけであり、おそらく第二次世界大戦が終わる直前の1945年3月15日を意味した発言と推測できる。これについては、7作目と10作目で詳しく詳細が触れられている。

## サウンドトラック
この映画にサウンドトラックは存在せず、劇中で使用された曲が前作、ビースト・キッスと地球最終戦争ロボット・ウォーズからの流用である。